# −9
−9（マイナスきゅう）は、負の整数の1つであり、−10 の次で −8 の前の数である。

## 性質
- −9 は負の整数の中で9番目に大きい数である。負の奇数としては−7の次に大きい。

## その他 −9 に関すること
- 10−9 を表すSI接頭語は n （ナノ）である。
  - 例: 1 nm = 10−9 m, 1 ns（ナノ秒） = 10−9 s（秒）
- 10−9 を表す日本の単位は塵。
- 西暦マイナス9年は紀元前10年、マイナス9世紀は紀元前10世紀に当たる。
- −9 の平方根は ±3i。